# Декенбах, Константин Николаевич
Константин Николаевич Декенбах (18 октября 1866, Санкт-Петербург — 1931) — русский ботаник.

## Биография
Родился 18 октября 1866 года в Санкт-Петербурге. В восемь лет был помещен в пансион А. Э. Лемма. В 1876 году поступил в первый класс 5-й Санкт-Петербургской гимназии. Окончив курс в 1885 году он поступил в Санкт-Петербургский университет на естественное отделение физико-математического факультета.
Окончив курс в 1889 году и получив диплом 1 разряда, в 1890 году он был оставлен при университете по кафедре ботаники. В 1892 году посетил Босфор и Принцевы острова. Осенью 1893 года изучал грибную эпидемию в Воронежской губернии, уничтожавшую там пруса и саранчу.
В 1892 году сдал экзамен на магистра. 20 апреля 1893 года назначен лаборантом ботанического кабинета и ассистентом профессора Х. Я. Гоби.

## Труды
- О пластинчатых образованиях у Trentepohlia mart. и систематическом положении рода Mycoidea Cunngh / [Соч.] Константина Декенбаха Санкт-Петербург : тип. В. Демакова, [1891]
- О полиморфизме некоторых воздушных водорослей : Чит. в заседании Спб. о. естеств. 1891 г. / [Соч.] К. Декенбаха Санкт-Петербург : тип. В. Демакова, [1893]
- О новом виде мукоровых Absidia Tieghemi / [Соч.] К. Н. Декенбаха Санкт-Петербург : тип. В. Демакова, [1896]
- Грибы Бессарабии / К. Декенбах; [Из Криптогамич. лаб. Ботан. ин-та С.-Петерб. ун-та] Санкт-Петербург : тип. В. Демакова, 1898
- Болезни культурных растений Бессарабской губернии : Отчет М-ву зем. и гос. имуществ / К. Декенбах Санкт-Петербург : тип. В. Демакова, 1899
- Болезни культурных растений Бессарабской губернии : Отчет М-ву зем. и гос. имуществ / К. Декенбах Санкт-Петербург : тип. В. Демакова, 1899
- О трудах К. С. Мережковского по морфологии диатомовых водорослей / К. Декенбах [Санкт-Петербург] : тип. Шредера, [1904]
- К характеристике флоры водорослей Черного моря / К. Н. Декенбах [Санкт-Петербург] : тип. Бусселя, [1908]
- Очередные задачи борьбы с головней и их возможное решение / К. Н. Декенбах Харьков : тип. Б. Бенгис, 1916